# Glechon elliptica
Glechon elliptica là một loài thực vật có hoa trong họ Hoa môi. Loài này được C.Pereira & Hatschbach mô tả khoa học đầu tiên năm 1966.